# Seraphim Rose
Seraphim Rose est né le 13 août 1934 à San Diego en Californie et mort le 2 septembre 1982 en Californie. C'est un vulgarisateur et un diffuseur de la foi orthodoxe aux États-Unis ; il fait aussi partie de la contre culture américaine des années 1960

## Sa jeunesse
Fils de Frank et Esthel Rose, il est élevé dans le méthodisme. Comme beaucoup de jeunes hommes de son temps, il est attiré par les sagesses orientales telles le bouddhisme avant de se convertir au christianisme orthodoxe.
C'est son dégoût des mouvements charismatique pentecôtiste et méthodiste qui le conduit à se convertir à l'orthodoxie russe. Il n'hésite pas à considérer ces mouvements comme diaboliques, ce qui heurte bon nombre de ses contemporains.

## L'influence russe
L’empreinte russe est ancienne sur la Californie qui a failli de peu, comme l'Alaska, à devenir une terre russe et fut cédé en 1840 pour la Californie et en 1867 pour l'Alaska aux États-Unis. Cette influence russe se  ressent dans les campagnes dans la tradition de construire des maisons à pan de bois.
La Russie est pour la contre-culture américaine un pays qui attire ceux qui critiquent la société de consommation , cherchent une égalité socialisante et ont rencontré le christianisme orthodoxe. Seraphim Rose menait une vie d'ermite dans la pure tradition palmiste. Cette spiritualité est d'origine grecque et insiste sur les funérailles collective.

## Sa spiritualité
Il est très influencé par la spiritualité de saint Jean de Shanghai auquel il consacre un livre en 1994, ce qui n'est pas sans rapporter avec sa Californie natale car cela concerne les missions orthodoxe du XIXe siècle.
Il a vécu en ermite dans le fin fond des bois en véritable starets.

## Bibliographie

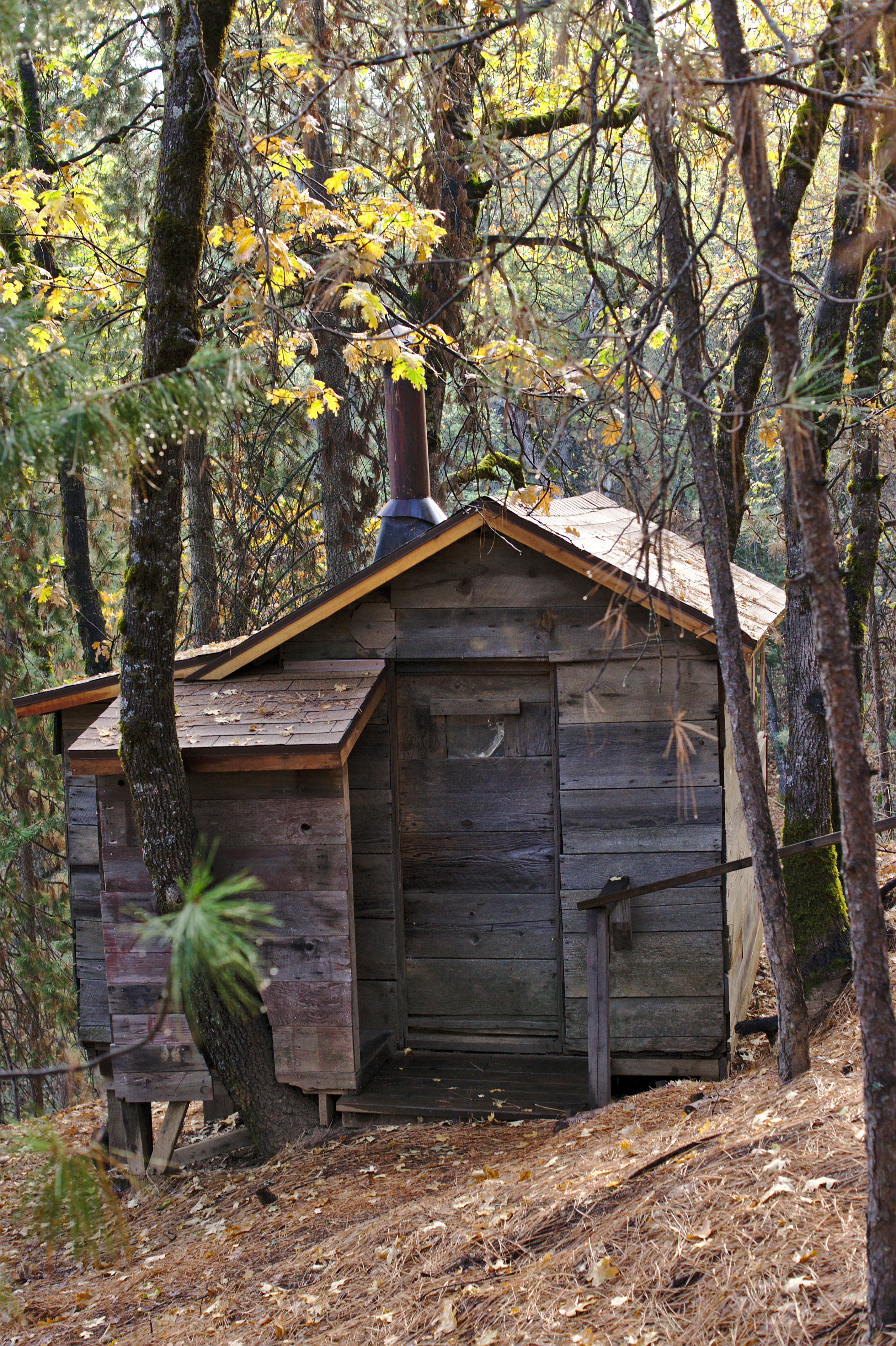
Ermitage de saint Séraphin rose dédié à saint Germain d'Alaska

## Note et référence
1. 1 2  « Seraphim Rose — OrthodoxWiki », sur fr.orthodoxwiki.org (consulté le 14 septembre 2020).
2. ↑  Gabriel Tchonang, « L’esprit saint dans l’orthodoxie et le pentecôtisme : étude comparative », Revue des sciences religieuses, nos 82/3,‎ 1er juillet 2008, p. 401–418 (ISSN 0035-2217, DOI 10.4000/rsr.435, lire en ligne, consulté le 14 septembre 2020).
3. ↑  Émile Levasseur, L'agriculture aux États-Unis, Paris, Berger-Levrault, 1894, 508 p. (lire en ligne), p. 243
4. ↑  Derwent Whittlesey, « La Californie. Une région originale des États-Unis », Revue de géographie alpine,‎ 1932, p. 563-572 (lire en ligne)
5. ↑  Pierre-Yves PÉTILLON, « Beat Génération », Encyclopedie Universalis,‎ 2012, p. 5 (lire en ligne)
6. ↑  Hugo Daniel, « Beat Generation : New York, San Francisco, Paris », Critique d’art. Actualité internationale de la littérature critique sur l’art contemporain,‎ 20 novembre 2017 (ISSN 1246-8258, lire en ligne, consulté le 14 septembre 2020)
7. ↑  Katerina Seraïdari, « Mourir et renaître en Grèce : quand les femmes cuisinent les Kolliva », sur Open Edition, septembre 2005 (consulté le 14 septembre 2020).
8. ↑  collectif, « Saint Jean Maximovitch », sur Nominis (consulté le 14 septembre 2020).
9. ↑  « Publications & Journals », sur orthodox.cn (consulté le 14 septembre 2020).
10. ↑  (en) Hieromonk Damascene, « Seraphim%20Rose:%20His%20Life%20and%20Works,%20chapitre%2099,%20"Hope". Fr. Seraphim Rose: His Life and Works, », sur orthodoxinfo.com, 2003 (consulté le 14 septembre 2020).

## Lien connexe
- Église orthodoxe en Amérique
- Californie
- Beat Generation